# Mutuamente excluyentes
En el ámbito de la lógica y de la teoría de la probabilidad son dos proposiciones (o eventos) que son mutuamente excluyentes o disjuntos si ambos no pueden ser verdaderos (o suceder simultáneamente), Un ejemplo de ello es el resultado de arrojar una vez una moneda, el cual solo puede ser "cara" o "cruz", pero no ambos.
En el ejemplo de la moneda, ambos resultados son en teoría, sucesos colectivamente exhaustivos, lo que quiere decir que por lo menos uno de los resultados debe suceder, por lo que estas dos alternativas comprenden todas las posibilidades. Sin embargo, no todos los eventos mutuamente excluyentes son exhaustivamente colectivos. Por ejemplo, los resultados 1 y 4 de una única echada de un dado de seis caras son mutuamente excluyentes, ambas no pueden suceder a la vez, pero no son colectivamente exhaustivos (existen otros resultados posibles; 2,3,5,6).

## Definición matemática
Los eventos mutuamente excluyentes se dan cuando dos o más eventos no pueden suceder al mismo tiempo, y la suma de sus probabilidades individuales es la posibilidad de que ocurra.

## Lógica
En lógica, dos proposiciones mutuamente excluyentes son proposiciones que no pueden ser lógicamente verdaderas en el mismo sentido y simultáneamente. Decir que más de dos proposiciones son mutuamente excluyentes, dependiendo del contexto, significa que una no puede ser verdadera si la otra es verdadera, o por lo menos una de ellas no puede ser verdadera. La expresión mutuamente excluyentes de a pares siempre significa que dos de ellas no pueden ser verdaderas simultáneamente.

## Probabilidad
En probabilidad, se dice que los eventos E1, E2, ..., En son mutuamente excluyentes si la ocurrencia de uno de ellos implica la no ocurrencia de los otros n − 1 eventos. Por lo tanto, no pueden suceder simultáneamente dos eventos mutuamente excluyentes. En lenguaje formal, la intersección de cada par de ellos es vacía (el evento nulo): A ∩ B = ∅. Por lo tanto, los eventos mutuamente excluyentes tienen la propiedad que: P(A ∩ B) = 0.
Por ejemplo, es imposible tener una carta que sea roja y a la vez tréboles dado que los tréboles siempre son negros. Si se saca una carta de un mazo, se obtendrá o bien una carta roja (corazones o diamantes) o una carta negra (tréboles o picas). Cuando A y B son mutuamente excluyentes, P(A ∪ B) = P(A) + P(B). Por ejemplo para obtener la probabilidad de sacar una carta roja o un trébol, se suman las probabilidades de sacar una carta roja y la probabilidad de sacar un trébol. En un mazo estándar de 52 cartas, hay veintiséis cartas rojas y trece tréboles: 26/52 + 13/52 = 39/52 o 3/4.
Se deberían sacar por lo menos dos cartas para obtener una roja y un trébol. La probabilidad de que ello suceda en dos extracciones depende de si la primera carta que se extrae es devuelta al mazo antes de proceder a sacar la segunda carta, ya que si no se la devuelve al mazo existirá una carta menos en el mazo para cuando toque sacar la segunda carta. Las probabilidades de eventos individuales (rojo y trébol) se multiplican en vez de sumarse. La probabilidad de sacar una carta roja y un trébol en dos extracciones sin reposición es 26/52 × 13/51 × 2 = 676/2652, o 13/51. Si la primera carta se devuelve al mazo antes de sacar la segunda carta, la probabilidad es 26/52 × 13/52 × 2 = 676/2704, o 13/52.
En el ámbito de la probabilidad, la conjunción "o" permite que ambos eventos sucedan. La probabilidad de que uno o ambos eventos sucedan se expresa como P(A ∪ B) y en general es P(A) + P(B) – P(A ∩ B). Por lo tanto se considera exitoso si se saca una carta roja o un rey, alguno de los reyes rojos, una carta roja que no se rey, o un rey negro. En un mazo estándar de 52 cartas, hay veintiséis cartas rojas y cuatro reyes, dos de los cuales son rojos, por lo que la probabilidad de sacar una carta roja o un rey es 26/52 + 4/52 – 2/52 = 28/52.
Un conjunto de eventos es colectivamente exhaustivo si todos los resultados posibles corresponden a dichos eventos posibles, o sea que por lo menos debe ocurrir uno de dichos resultados siempre. La probabilidad de que por lo menos uno de los eventos suceda, es igual a uno. Por ejemplo, teóricamente solo hay dos resultados posibles que se pueden obtener al revolear una moneda. Que caiga cara o que caiga cruz una moneda son eventos colectivamente exhaustivos, y la probabilidad de que salga cara o cruz es uno. Los eventos pueden ser mutuamente excluyentes y colectivamente exhaustivos. En el caso de arrojar una moneda, que salga cara o ceca son eventos mutuamente excluyentes. Ambos resultados no pueden ocurrir en una única revoleada de moneda. La suma de la probabilidad de que salga cara y de la probabilidad de que salga ceca es 1: 1/2 + 1/2 =1.

## Estadística
En el ámbito de la estadística y el análisis de la regresión, una variable independiente que solo puede tomar dos valores posibles es denominada una  variable binaria. Por ejemplo, puede tomar el valor 0 si se observa a un sujeto masculino y 1 si se observa a un sujeto femenino. Las dos categorías posibles asociadas con los dos valores posibles son mutuamente excluyentes, por lo que ninguna observación puede corresponder a más de una categoría, y las categorías son exhaustivas, de forma tal que cada observación corresponde a una categoría. A veces hay tres o más categorías posibles, las cuales son de a pares mutuamente excluyentes y colectivamente exhaustivas — por ejemplo, menor de 18 años de edad, 18 a 64 años de edad, y una edad superior a 65 años. En este caso se construye un conjunto de variables binarias, cada variable binaria posee dos categorías mutuamente excluyentes y conjuntamente exhaustivas — en este ejemplo, una variable binaria (denominada D1) tendrá el valor 1 si la edad es menor a 18, y será igual a 0 en los otros casos; una segunda variable binaria (denominada D2) tendrá el valor 1 si la edad se encuentra en el intervalo 18-64, y 0 en los otros casos. En este esquema, el par de variables binarias (D1, D2) puede tomar los valores (1,0) (menos de 18), (0,1) (entre 18 y 64), o (0,0) (65 o mayor) (pero no (1,1), lo cual carece de sentido ya que implicaria que un sujeto observado simultáneamente tiene menos de 18 y entre 18 y 64). Las variables binarias se pueden incorporar como  variables independientes en una regresión. Es de notar que el número de variables binarias siempre es uno menos que el número de categorías: en el ejemplo con las dos categorías hombre y mujer hace falta una única variable binaria para distinguirlas, mientras que en el caso de las tres categorías de edad se requieren dos variables binarias para distinguirlas.